# Дюма, Колетт
Колетт Дюма (настоящее имя Marie-Alexandrine-Henriette Dumas, в замужестве Marie-Alexandrine-Henriette Lippmann, 20 ноября 1860, Париж — 17 ноября 1907, Бобиньи) — старшая дочь Александра Дюма-сына и Надежды Нарышкиной, известной так же как Надин Дюма. Внучка Александра Дюма (отца).

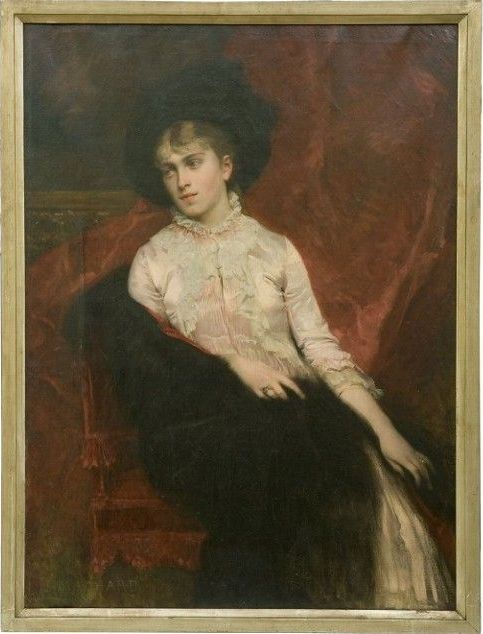
Портрет Колетт Дюма работы MACHARD Jules Louis,1883

## Происхождение
Её мать — Надежда Ивановна Кнорринг (её девичья фамилия) — дочь статского
советника Ивана Федоровича Кнорринга, принадлежавшего к старинному лифляндскому роду. Совсем юной девушкой Надежда Кнорринг была выдана замуж за весьма богатого Александра Григорьевича Нарышкина — представителя одной из знатнейших русских фамилий. Брак этот оказался неудачным и вскоре фактически распался.
Её отец — Александр Дюма-сын в 1852 году сошелся с этой светской «львицей» и они стали жить совместно, как супруги, в гражданском браке.
Когда Надин забеременела, она вынужденно скрывала своё положение, прячась в провинции, но рожать собиралась в Париже, у знаменитого гинеколога, доктора Шарля де Вилье. Она сняла под вымышленным именем Натали Лефебюр квартиру на улице Нев-де-Матюрен, в которой 20 ноября 1860 года и родилась девочка, которой было дано имя Мари-Александрин-Анриетта. Однако в семье её чаще называли по прозвищу — Колетт.
Надежда в это время по прежнему была замужем, поэтому при регистрации имя матери девочки было записано вымышленное — Натали Лефебюр, а отец значился как «неизвестный».
В течение четырёх лет "малютку Лефебюр " выдавали за сиротку, подобранную и взятую на воспитание княгиней Нарышкиной.

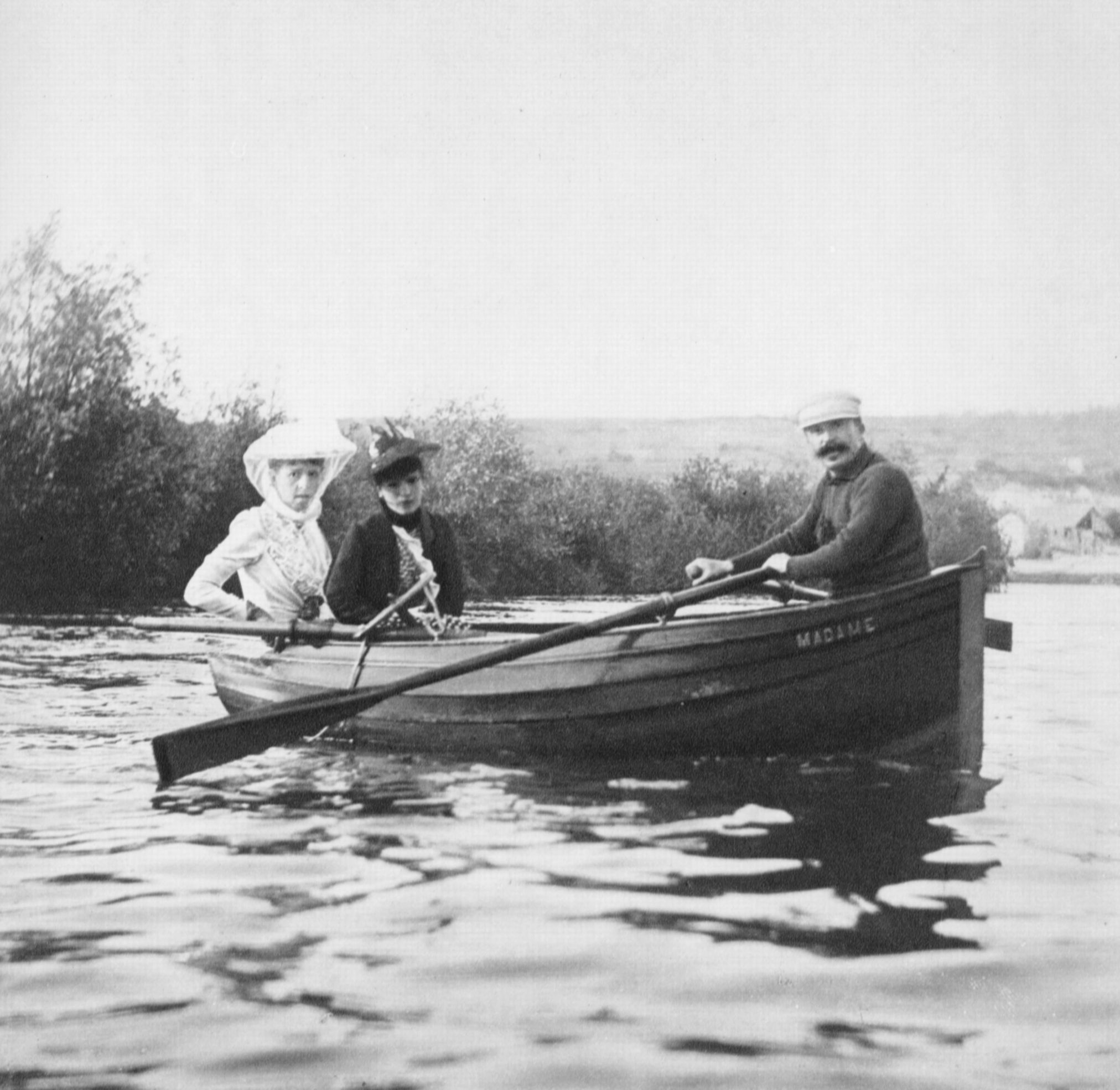
Мадам Штраус (урожд. Галеви, дочь Фроманталя Галеви и вдова Ж. Бизе), Колетт Дюма (в середине) и Ги де Мопассан на Женевском озере. 1889 г.

## Признание
В мае 1864 г. Александр Нарышкин скончался и родители Колетт получили возможность зарегистрировать свой брак. 31 декабря того же года мэр парижского
пригорода Нёйи-сюр-Сен зарегистрировал брак между Александром Дюма-сыном и Надеждой
Кнорринг, вдовой Нарышкиной. Церемония бракосочетания была совершена секретно. Здесь же молодожены декларировали, что Мари-Александрина-Антуанетта — их дочь.
В акте бракосочетания имелся такой параграф: «Будущие супруги заявили, что удочеряют ребёнка женского пола, записанного в мэрии Девятого округа Парижа 22 ноября 1860 года под именем Марии-Александрины-Анриетты и родившейся 20-го числа того же месяца у Натали Лефебюр; при этом они подчеркнули, что имя матери — вымышленное…»
Девочка росла прехорошенькой и весьма одаренной. В частности, благодаря постоянному общению с матерью, она с детства в совершенстве владела французским,
русским и немецким языками, и, например, вечерние молитвы на сон грядущий она читала на трех языках. Не только родители, но и дед — Дюма-отец не чаяли в ней души.
После рождения сестры — Жанин, мать Колетт постепенно отходит от воспитания дочери и ребёнком в основном занимался отец. Он привил дочери тонкий художественный вкус и ввел в литературные круги Парижа. Колетт стала посещать различные литературные салоны, знакомясь с известными литераторами того времени — Ги де Мопассаном, Виктором Гюго, Жозефом Отраном, Edmond Cottinet и др. Во время одного из таких посещений она познакомилась с братом хозяйки салона госпожи Арман де Кайяве — Морисом Липпманом (1847—1923). Завязался роман, который закончился браком 6 февраля 1880 года. От брака у них родились двое сыновей — Серж Наполеон (1886—1975) и Александр Огюст Липпманн (1881—1960).
Колетт Дюма обладала женским очарованием и обаятельностью, что привлекало внимание парижских художников. Сохранилось несколько портретов как самой Колетт, так и её сыновей.
Брак с Морисом Липпманом оказался неудачным и спустя двенадцать лет совместной жизни 25 мая 1892 года последовал развод. 2 октября 1897 года Колетт Дюма повторно вышла замуж за румынского врача Ахиллеса Матца (1872—1937). Брак оказался бездетным.
Колетт Дюма умерла 17 ноября 1907 года. Похоронена в Нёйи-сюр-Сен.

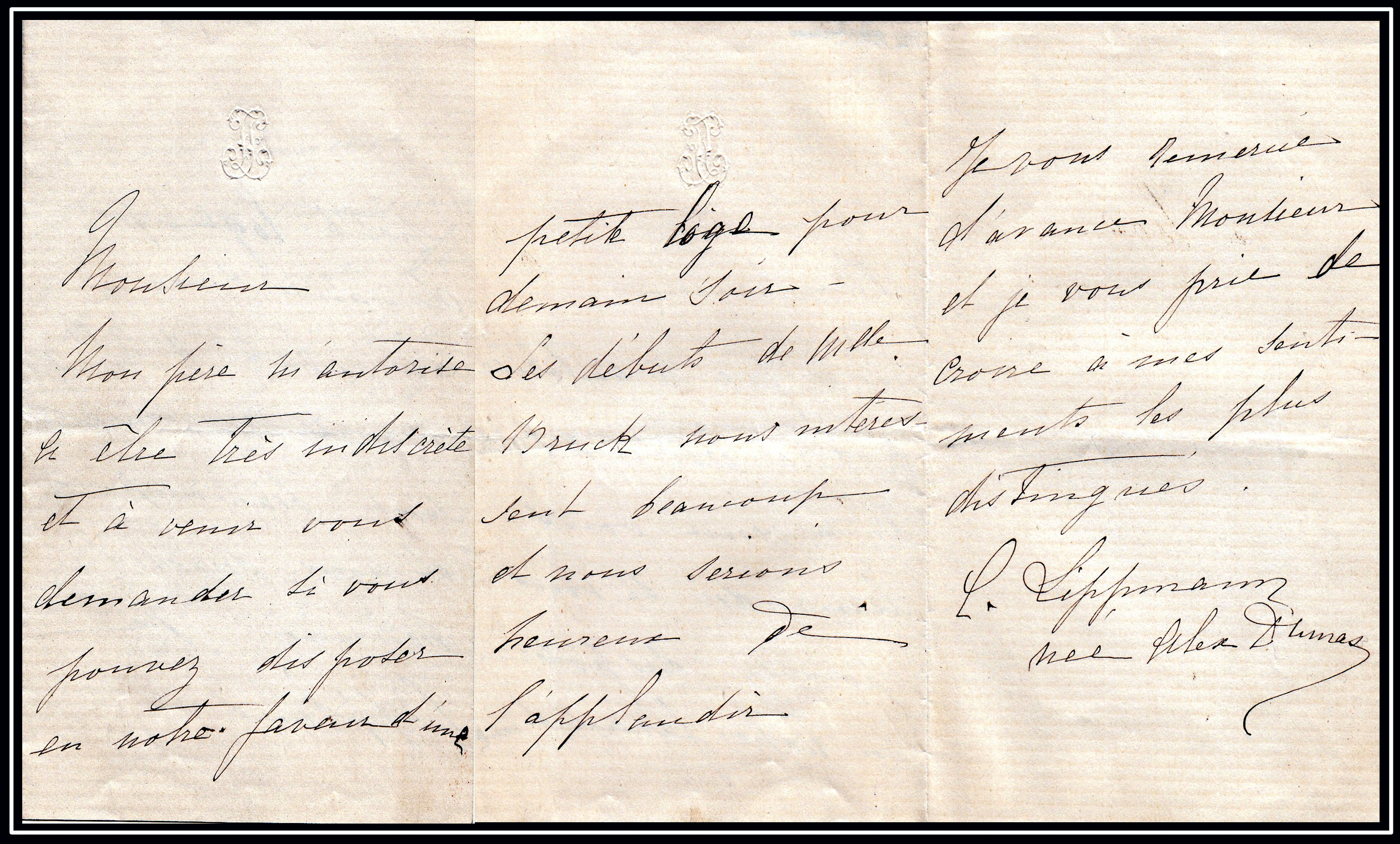
Письмо Колетт Дюма. Посещение с отцом Александром Дюма-сыном театра.

Сын Колетт Дюма — Александр Липпман был фехтовальщиком. Он выиграл пять медалей на трех различных Олимпийских играх.